# Pavol Bajza (1991)
Pavol Bajza (* 4. září 1991 Žilina) je slovenský fotbalový brankář a bývalý mládežnický reprezentant.
Mimo Slovensko působil na klubové úrovni v Itálii, Slovinsku, Dánsku, na Kypru a také v Česku

## Klubová kariéra
Na Slovensku začal s profesionálním fotbalem v klubu MFK Dubnica. 1. července 2012 podepsal tříletou smlouvu s italským prvoligovým týmem Parma FC, což byl velký postup z tehdy druholigové Dubnice. Mladého brankáře představitelé Parmy zaregistrovali během listopadového zápasu v roce 2011 o postup na ME 2013 hráčů do 21 let proti Francii (výhra Francie 2:0). V A-mužstvu Parmy debutoval 19. května 2013 v posledním ligovém kole sezóny 2012/13 proti Palermu, nahradil ve 42. minutě svého konkurenta Antonia Miranteho, který se zranil. Bajza šel na hřiště za stavu 2:0 pro Parmu, konečný výsledek zněl 3:1. Podruhé chytal v Serii A 5. října 2013 proti US Sassuolo Calcio, kde v závěru poločasu nahradil vyloučeného brankáře Miranteho. Nařízený pokutový kop sice nechytil, ale poté již neinkasoval a zápas skončil opět vítězstvím Parmy 3:1.
V srpnu 2014 odešel na hostování do italského druholigového FC Crotone. V lednu 2015 se vrátil do Parmy.
V srpnu 2015 přestoupil do slovinského klubu NK Zavrč, kde podepsal smlouvu na 1,5 roku. Po půl roce však v klubu dohodou skončil. Koncem února 2016 se dohodl na angažmá se slovenským druholigovým klubem TJ Iskra Borčice, kde podepsal kontrakt do konce sezóny 2015/16.
V létě 2016 posílil dánský klub Vejle BK. Zde působil do roku 2019, kdy se stal členem kádru Olympiakosu Nicosie. V letech 2020 - 2022 působí v týmu 1. FC Slovácko. V jarní části sezóny Fortuna ligy 2021/22 posílil v rámci hostování tým MFK Karvinou. V průběhu léta 2022 se stal hráčem FC Hradec Králové.
Svou premiéru v černobílém dresu si odbyl v přípravném zápase v Hořicích proti FK Varnsdorf. V dresu hradeckých Votroků stihl naskočit do 30 ligových zápasů a 5 zápasů za B tým. Své působení v Hradci ukončil na začátku roku 2024 a přesunul se do druholigové FK Viktorie Žižkov.